# Pygargue vocifer
Pour les articles homonymes, voir Pygargue (homonymie).
Icthyophaga vocifer
Espèce
Statut de conservation UICN

 LC  : Préoccupation mineure
Statut CITES
Le Pygargue vocifer ou Pygargue vocifère (Icthyophaga vocifer), aussi appelé Aigle pêcheur d'Afrique, est une espèce de rapaces de la famille des Accipitridae. Cette espèce est monotypique.
Elle est répandue à travers l'Afrique subsaharienne excepté à Madagascar.

## Description et comportement

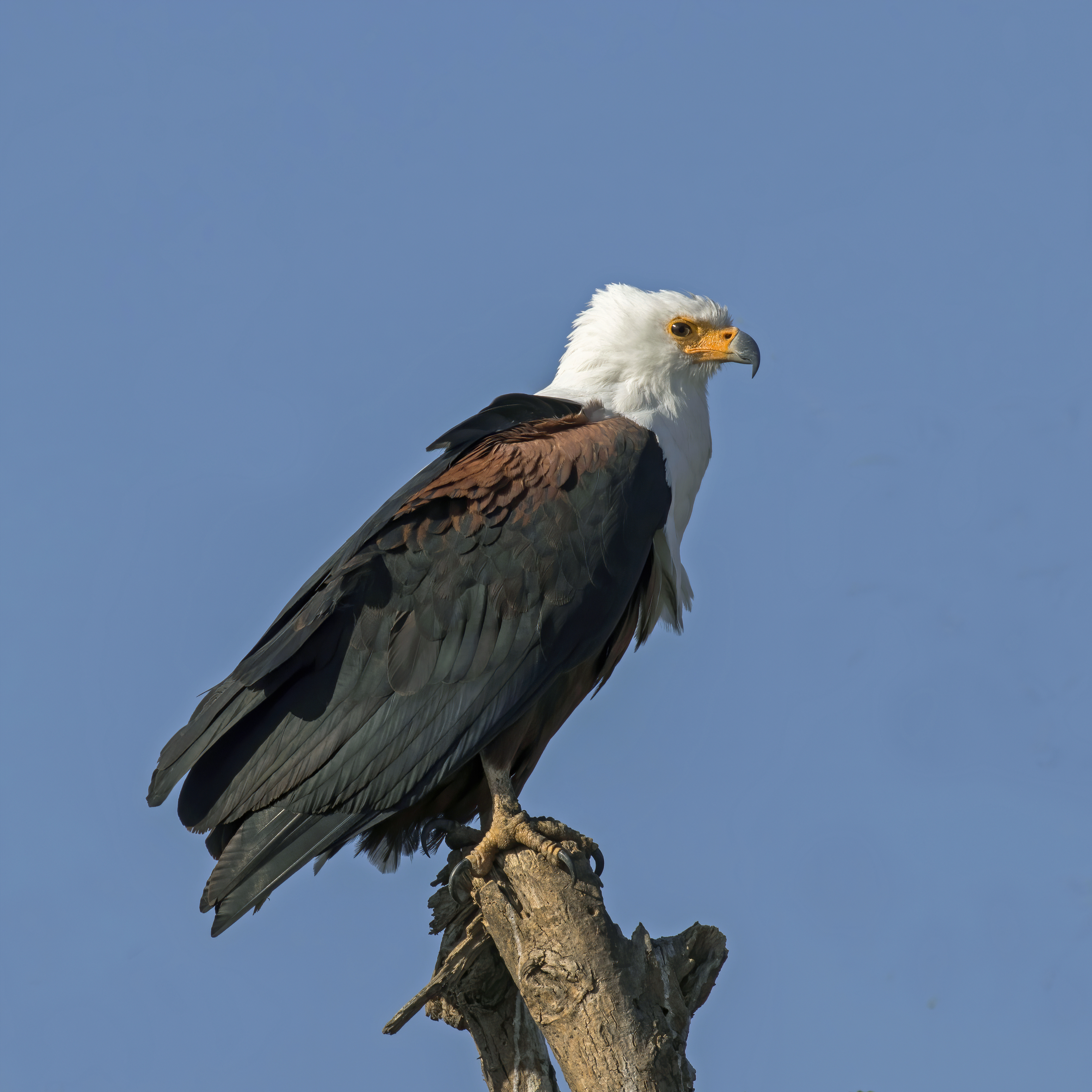
Pygargue vocifer près du lac Ziway (Éthiopie).

Le pygargue vocifère est grand. Son corps et ses ailes sont foncés, contrastant avec le blanc de la tête et de la queue. L’abdomen et les couvertures supérieures sont noisette. Les ailes et le dos sont noirs. En vol, le dessous des ailes apparaît noisette, et les rémiges sont noires. La queue est courte, carrée et blanche. La tête est blanche aussi. Les yeux sont couleur noisette à brun clair. Le bec est noir et jaune. Les pattes et les doigts sont jaunes. 
Les oiseaux juvéniles sont de couleur brune / noire, le mâle étant souvent plus foncé que la femelle. Possédant une bande pectorale blanche ainsi que des stries sur le manteau et les ailes. La cire et les pattes des juvéniles sont grises.

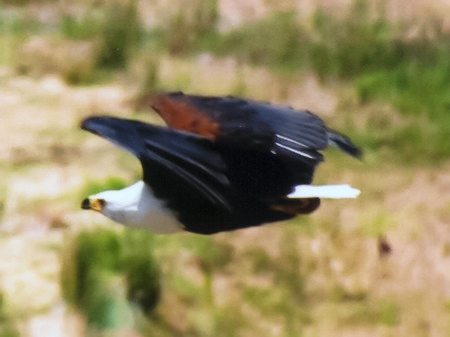
Pygargue vocifer en vol.

Le cri du pygargue vocifère est bien connu sur les lieux où il vit, et il est souvent reconnu comme étant « la voix de l’Afrique ». 
Il possède un cri typique, un perçant « jappement » qui porte loin, « whii-oh-hyo-hyo-hyo », lancé fréquemment, et ressemblant un peu au cri des goélands. Il crie souvent en vol, mais il est plus bruyant au moment de l’aurore. Près du nid, il émet un doux « quock ». La femelle est moins bavarde que le mâle.

## Alimentation
Le pygargue vocifère consomme essentiellement du poisson, mais aussi des charognes, les poussins et les œufs des échassiers, quelques oiseaux aquatiques (plus grands que les flamants), plus rarement des singes, lézards, grenouilles, tortues de mer ou insectes.

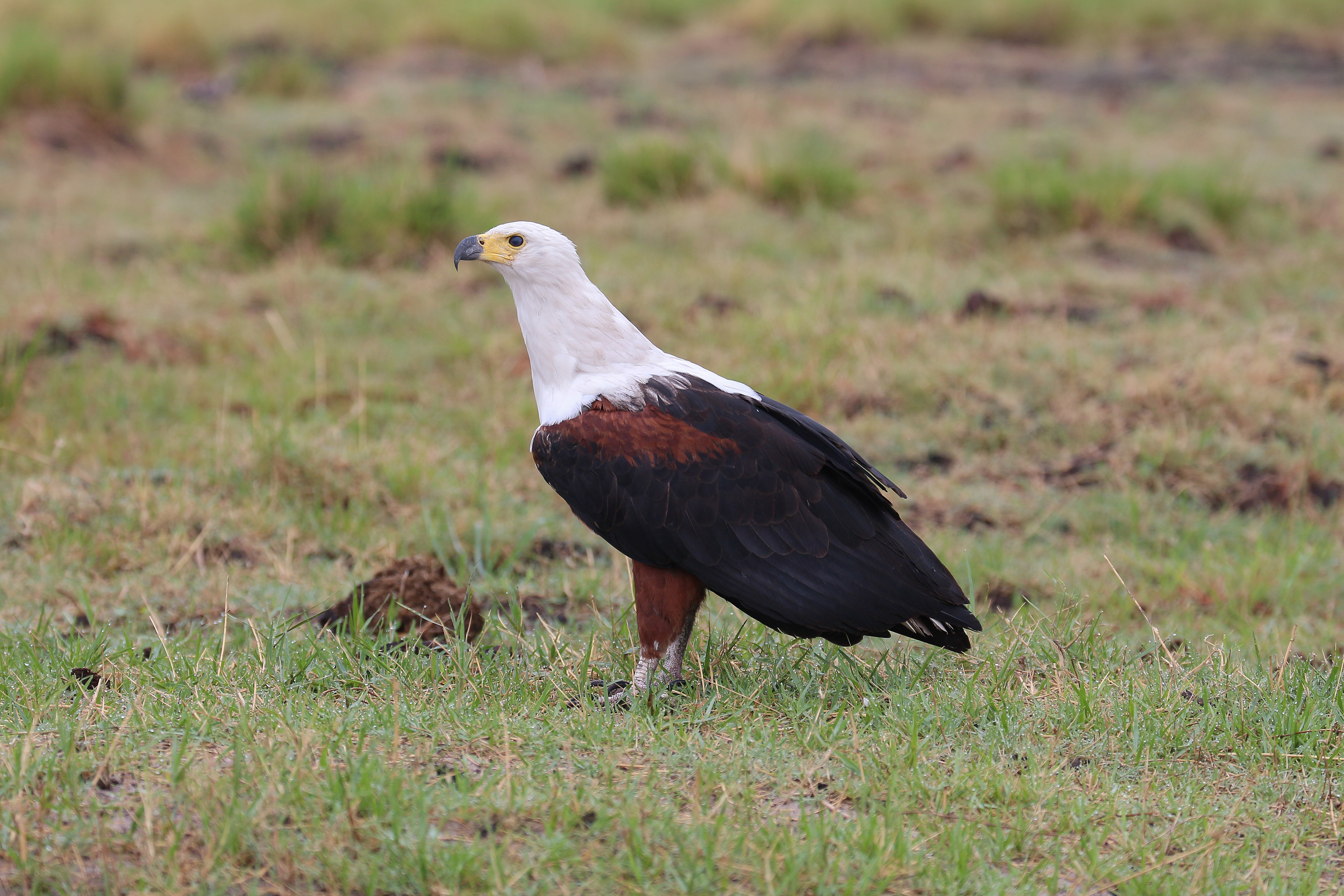
Pygargue vocifer dans le parc national de Chobe.

## Physionomie
Taille : 63 - 84 centimètres
Envergure : 175 - 210 centimètres
Poids : 2250 - 3400 grammes

## Reproduction

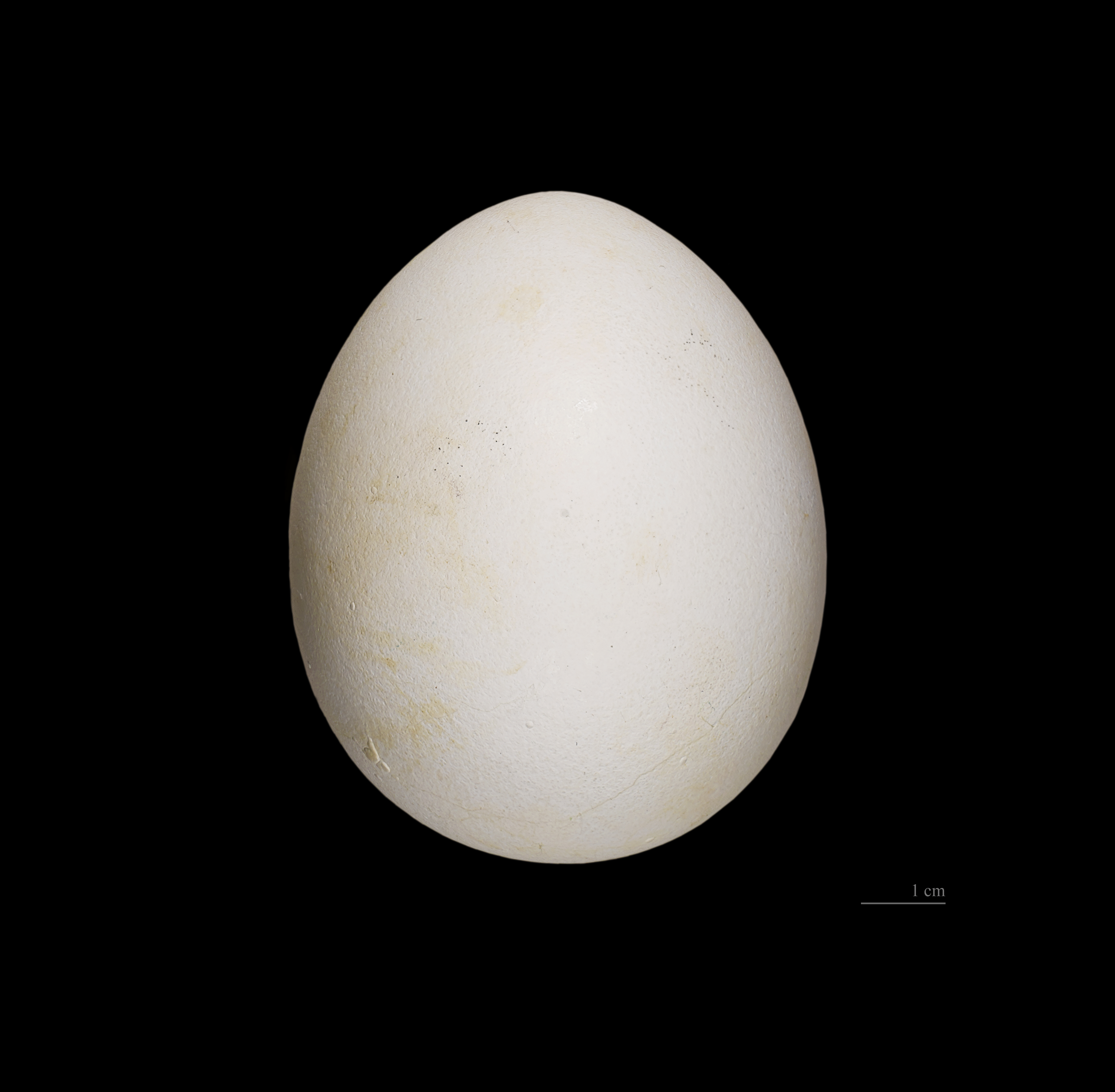
Œuf dIcthyophaga vocifer au muséum de Toulouse.

Le nid du pygargue vocifère est énorme, fait de branchettes. Il peut atteindre 120 à 180 cm de diamètre, et 30 à 60 cm d’épaisseur, quelquefois 120 cm quand le nid a beaucoup servi. Il est tapissé d’herbes, de feuilles vertes et de racines. Il est situé entre 4 et 22 mètres au-dessus du sol, dans la fourche d’un arbre, près de l’eau. On en trouve plus rarement sur les falaises ou dans les buissons sur les zones escarpées.
La femelle dépose deux œufs blancs. L’incubation dure de 42 à 45 jours, assurée par les deux parents. Les oisillons restent au nid pendant environ 65 jours. Au bout de 70 à 75 jours, ils peuvent voler, mais sont encore élevés par la femelle (le mâle nourrit uniquement les poussins). Ils dépendent encore de leurs parents pendant deux mois après leur premier vol.

## Systématique
- L'espèce Pygargue vocifer a été décrite par François Marie Daudin en 1800 sous le nom de Haliaeetus vocifer [2].

### Noms vernaculaires
- Aigle Pêcheur
- Aigle Pêcheur d'Afrique
- Pygargue vocifer
- Ankoay (nom malgache)
- ñkuñ (nom Fang/Ekang)